# Glenea quezonica
Glenea quezonica é uma espécie de escaravelho da família Cerambycidae. Foi descrita por Karl-Ernst Hüdepohl em 1996.